# パワーレンジャー・コズミックフューリー
『パワーレンジャー・コズミックフューリー』 (Power Rangers Cosmic Fury) は、アメリカ合衆国の特撮テレビドラマ。『パワーレンジャー』の第30シーズンに当たり、同シリーズの第22作となる。『パワーレンジャー・ダイノフューリー』の続編。『騎士竜戦隊リュウソウジャー』に加えて2017年に日本で放映されたスーパー戦隊シリーズ第41作『宇宙戦隊キュウレンジャー』もベースとしている。2023年9月29日からNetflixで配信。全10話。

## 概要
2022年8月28日にパワーレンジャーの日の一環として2023年のパワーレンジャー・シーズン30のタイトルが『パワーレンジャー・コズミックフューリー』であること、『ダイノフューリー』の続編であることがハズブロから発表された。
同年9月30日にYouTubeで生配信されたハズブロ・パルスコンにて、本作のパワーレンジャーのデザインは『ダイノフューリー』をベースとしたオリジナルデザインであること、メガゾードの戦闘シーンのみを『キュウレンジャー』から流用し、それ以外の戦闘シーンはニュージーランドで新規に撮影されることが発表された。
2020年にハズブロと東映が提携を解消して『ダイノフューリー』を最後にパワーレンジャーがスーパー戦隊シリーズの映像の流用を取りやめると一部で報道された。これに対し、サイモン・ベネットは「パワーレンジャーのシーズンが 100% オリジナルになる日はそう遠くないと確信しています。」とコメントしたものの、ハズブロと東映の提携の解消については否定し、東映とハズブロは今後も協力を続けると述べた。
ベネットは『ダイノフューリー』の撮影が終了した時点では続編企画についてはスタッフに知らされていなかったと述べている。『キュウレンジャー』のスーツと巨大ロボ以外の戦闘シーンを流用しない理由として、主な理由は「玩具のデザイン」であると述べている。『キュウレンジャー』に登場するレンジャーの数が多すぎるため、オリジナルのコスチュームをフィーチャーするというハズブロの経営陣の決定による。
スーツのデザインはハスブロと緊密に協議の上、サラ・ブーンが担当。胸部は偽の筋肉ではなく、胸当てやボディーアーマーとして意図されてデザインされた。
2023年1月17日に、前作でピンクレンジャーだったアメリア役のハンターがレッドレンジャーを担当することが発表。女性レッドレンジャーがレギュラーキャラクターとして登場する初の作品となる。
当初は全20話予定だったが、そこまでの資金を費やさないというのはハズブロ社内の取締役会の決定によるものだった。企画は打ち切ったと思われたが、その後Netflixが制作費の全額を支払うことになり、10話だけを行うことになった。
撮影は2022年12月に終了。『パワーレンジャー・ニンジャストーム』から20年続いたニュージーランドでの撮影が本作品をもって終了し、ベネット、ベッカ・バーンズ、アルウィン・デール、スティーブ・マクリアリーといった現地スタッフ、キャンベル・クーリー等の現地俳優の多くは本作が最後の参加作品となった。
シリーズ再考のため、本作品をもって『マイティ・モーフィン・パワーレンジャー』から30年続けられてきた形式のパワーレンジャーが終了となり、シリーズ再起動まで休止期間に入る。

## ストーリー
パワーレンジャー・ダイノフューリーがロード・ゼッドから平和を守る為、コズミックパワーを得て宇宙へと飛び出す。

## 登場人物

### パワーレンジャー・コズミックフューリー
名乗りは「Cosmic Fury Power !!」。勝利の言葉は「Cosmic Fury Victory !!」。
アメリア・ジョーンズ / ダイノフューリー・ピンクレンジャー→コズミックフューリー・レッドレンジャー（リュウソウピンク）
前作はピンクであったが、本作品ではレッドとなった。
ザイト / ダイノフューリー・ゼニスレンジャー→コズミックフューリー・ゼニスレンジャー（リュウソウレッド）
前作の最終決戦で命を落とすが、モーフィンマスターの力で蘇った。一時的な蘇生である為、力を使う度に弱っていく。
戦いが終わった後、モーフィンマスターのメンバーに選ばれた。
オーリー ・アカナ / ダイノフューリー・ブルーレンジャー→イビル・ブルーレンジャー→コズミックフューリー・ブルーレンジャー（リュウソウブルー）
ドゥードリップに洗脳され、悪のブルーレンジャーに変えられてしまうが、後に洗脳から解放される。
イザベラ（イジー）・ガルシア / ダイノフューリー・グリーンレンジャー→コズミックフューリー・グリーンレンジャー（リュウソウグリーン）
恋人のファーンを戦いに巻き込むことには複雑な思いを抱いている。
ハビエル（ハビー）・ガルシア / ダイノフューリー・ブラックレンジャー→コズミックフューリー・ブラックレンジャー（リュウソウブラック）
本作品はコズミックゾードの封印を解除するも、代償として右腕を失う事になり、ビリーとソロンが開発した義手を装備する。
アイヨン / ダイノフューリー・ゴールドレンジャー→コズミックフューリー・ゴールドレンジャー（リュウソウゴールド）
前作から引き続いてゴールドレンジャーとなる。
ファーン / コズミックフューリー・オレンジレンジャー（リュウソウピンク）
イジーの恋人。ソロノサウルスの力に宿し、オレンジレンジャーとなる。
モチーフはソロノサウルスの設定だが、ヘルメットはアンキロサウルスを模したコズミックフューリー・レッドレンジャーの装飾と色違い。

### 協力者
ソロン
前作から引き続いてパワーレンジャーに協力するサイボーグソロノサウルス。
タリック
ヴォイドナイト（ガイソーグ）の変身者であったアメリアの実の父親。ロード・ゼッドの支配に抵抗する地下組織のリーダーとなる。
ミューカス（クレオン）、スライサー（ワイズルー）
かつてヴォイドナイトの部下としてパワーレンジャーと敵対していた2人。人間に化けてマジシャンとして活動していたが、パワーレンジャーに協力する。
ゾードン
『マイティ・モーフィン・パワーレンジャー』から『パワーレンジャー・イン・スペース』までに登場したパワーレンジャーの指導者。『イン・スペース』でアンドロス（スペースレッドレンジャー）によって命を落としたが、その存在はモーフィングリッドと一体化しており、ザイトの姿を借りてアイヨンの前に現れる。

### 歴代のパワーレンジャー
劇中に登場しなかった歴代パワーレンジャーも各地でロード・ゼッドの侵略に抵抗していることが描写されている。
ビリー・クランストン / MMPRブルーレンジャー（トリケラレンジャー）
『マイティ・モーフィン・パワーレンジャー』に登場した初代パワーレンジャーの1人。コズミックフューリーレンジャーの指導者的立ち位置となる。
ミック・カニッチ  / ニンジャスティール・レッドレンジャー（アカニンジャー〈旋風〉）
『パワーレンジャー・ニンジャスティール』に登場したヒューマノイドタイプの宇宙人。前作から引き続いての登場。モーフィンマスターの力で再びニンジャスティール・レッドレンジャーに変身する。
ヘキル / ダイノチャージ・ダークレンジャー（デスリュウジャー）
『パワーレンジャー・ダイノチャージ』の第2シーズンに登場した元敵キャラクター。本作品ではレンジャーに変身できるようになっている。
タリックの地下組織の協力者であり、スクイリアの恋人として振舞いながら情報を送っていた。
なお、スーツはデスリュウジャーのままだが、ヘルメットは『獣電戦隊キョウリュウジャー』のVシネマに登場したキョウリュウネイビーとなっている。原作同様スピノサウルスモチーフの設定である。

### 敵
ロード・ゼッド
モーフィンマスターの力を吸収し、マスター・ゼッドとなる。
スクローズル
ロード・ゼッドに仕えるが、最終的に彼を裏切る 。

### 株式会社スキッド・インク
バジリーア・ナイーレ
株式会社スキッド・インクの会長にしてCEO。ロード・ゼッドと結託し、彼の侵略を支援することで利益を得んとする。
その真の目的はマスター・ゼッドとなった彼の悪のエネルギーを全宇宙に向けて放つことであった。
スクイリア・ナイーレ
バジリーアの娘。ソーシャルメディアを好んでいる。
インクワース（イカーゲン）
パジリーアの執事。
ドゥードリップ（ククルーガ）
オーリーを洗脳した張本人。
ジョゾティック（バングレイ）
イビル・ブルーレンジャーと協力する。
オムワイゾ（クエルボ）
スクイリアのボディガード。

## 武器・戦力
武器とモーファーのデザインはトレーシー・コリンズが担当。
コズミックフューリーモーファー
ロード・ゼッドの攻撃でダイノフューリーの力を失ったアメリア達の為にビリーが作り出した変身アイテム。ブラスターとしても使用可能。
コズミックオーブ
コズミックフューリーレンジャーの力の源。
アンキロ・ハンマー
レッドレンジャーの武器であるハンマー。
トリケラ・ブラスター
ブルーレンジャーのトリケラトプス型の武器。
タイガー・クロウ・ダガー
グリーンレンジャーの武器であるサーベルタイガー型の二対の短剣。
モサ・レーザー・ブラスト
ゴールドレンジャーの武器であるモササウルス型のアームキャノン。
ステゴ・スパイク・アックス
ブラックレンジャーの武器。
ソロノクロー
オレンジレンジャーの武器。
コズミック ・ブラスター
個人武器を合体させた大砲。
ダークレンジャーモーファー（フルートバスター）
ダイノチャージ・ダークレンジャーのブーメラン型の変身アイテム。

### ゾード
コズミックライオンゾード（シシボイジャー）
レッドレンジャー専用のライオン型のゾード。
コズミックスコーピオンゾード（サソリボイジャー）
サソリ型ゾード。後にオレンジレンジャー専用となった。
コズミックウルフゾード（オオカミボイジャー）
MMPRブルーレンジャーが搭乗する狼型ゾード。
コズミックゴールドゾード（テンビンボイジャー）
ゴールドレンジャーが搭乗する天秤型ゾード。人型のバトルモードに変形する。
コズミックブルゾード（オウシボイジャー）
ブラックレンジャー専用の牡牛型ゾード。
コズミックコブラゾード（ヘビツカイボイジャー）
ゴールドレンジャーが搭乗する蛇型ゾード。ゴールドゾードと同じく、人型のバトルモードに変形する。　
コズミックカメレオゾード（カメレオンボイジャー）
グリーンレンジャー専用のカメレオン型ゾード。
コズミックイーグルゾード（ワシボイジャー）
ニンジャスティールレッドレンジャーが主に搭乗する鷲型のゾード。
コズミックシャークゾード（カジキボイジャー）
ゴールドレンジャーが搭乗する鮫型ゾード。ハズブロの意向でカジキから鮫の設定に変更された。
コズミックドラゴンゾード（リュウボイジャー）
ゼニスレンジャーが搭乗する龍型のゾード。ロード・ゼッドが自身の専用ゾードにせんと狙うが、レンジャーの戦力となった。
コズミックグリズリーゾード（クマボイジャー）
ゴールドレンジャーが搭乗する熊型のゾード。

### メガゾード
コズミックフューリーメガゾード（キュウレンオー）
ライオン、ウルフ、ブル、カメレオン、シャークの各コズミックゾードが合体したメガゾード。
コズミックドラゴンメガゾード（リュウテイオー）
ドラゴン、スコーピオン、グリズリーの各コズミックゾードが合体したメガゾード。
コズミックフューリーウルトラゾード（リュウテイキュウレンオー）
第9話から登場。コズミックフューリーメガゾードとコズミックドラゴンメガゾードが合体したウルトラゾード。
歴代メガゾード軍団
最終決戦の援軍として登場した歴代パワーレンジャーのメガゾード。
ダイノメガゾード・バトルモード（大獣神）
パイロットはMMPRブルーレンジャーとイエローレンジャー。
アストロメガゾード（ギャラクシーメガ）
ギャラクシーメガゾード（ギンガイオー）
ニンジャブレイズメガゾード（ゲキアツダイオー）
ビーストXメガゾード（ゴーバスターオー）

## キャスト

### レギュラー・準レギュラー
- アメリア/ダイノフューリー・ピンクレンジャー、コズミックフューリー・レッドレンジャー[10][2] - ハンター・ディーノ
- ザイト/ダイノフューリー・ゼニスレンジャー、コズミックフューリー・ゼニスレンジャー[11] - ラッセル・カリー
- オーリー/ダイノフューリー・ブルーレンジャー、コズミックフューリー・ブルーレンジャー[3][2] -  カイ・モヤ
- イジー/ダイノフューリー・グリーンレンジャー、コズミックフューリー・グリーンレンジャー[3][2] -  テッサ・ラオ
- ハビー/ダイノフューリー・ブラックレンジャー、コズミックフューリー・ブラックレンジャー[3][2] - チャンス・ペリッツ
- アイヨン/ダイノフューリー・ゴールドレンジャー、コズミックフューリー・ゴールドレンジャー[3][2] - ジョーダン・ファイト
- ファーン[44]/コズミックフューリー・オレンジレンジャー [2] - ジャクリーン・ジョー
- ビリー/マイティーモーフィン・ブルーレンジャー[45] - デビッド・ヨースト
- ミック・カニッチ /ニンジャスティール・レッドレンジャー[46][47] - ケルソン・ヘンダーソン
- ソロンの声[47][2] - ジェセフィン・デイヴィソン
- ジェーン[47][2] - キラ・ジョセフソン
- J-ボーグ[47][2] - ビクトリア・アボット
- ラニ・アカナ[47][2] - シャヴォーン・ルーカーレ
- タリック[47][2] -  ジャレッド・ターナー
- カルロス・ガルシア[2] - ブレア・ストラング
- リナ・ガルシア[2] - サライド・デ・シルバ
- エド・ジョーンズ[2] - グレッグ・ジョンソン
- ロード・ゼッドの声[47][2] - フレッド・タタショア
- パジリーアの声[2] - アマンダ・ビリング
- スクイリアの声[47][2] - ブルック・ウィリアム
- スクローズルの声[47][2] 、スライサー[2]  - キャンベル・クーリー
- インクワースの声[2] - クリス・ハウデン
- ミューカス[2] - トラム・ヘン

### ゲスト出演者
カッコ内は出演話数。
- レッド・モーフィンマスターの声[2]（1・10） - ダリル・ハブラケン
- ドゥードリップの声（1・2）[2] - マーク・ライト
- ショー司令官[47][19][2] （3） - テイーラ・ブレイクリー
- クワッドの声（4）[48] - ライリー・ドルース
- ジャダナの声（4）[49]  - クリスティーナ・イオンダ
- スナウティアの声（4）[50]  - ロリ・ダンジー
- クリムゾの声（4）[51]  - ロバート・ミニョー
- ジョゾティックの声（5・6）[2] - ブラウン アッシュトン
- モンスター・ガード1の声（5）[52] - カラム・ステンブリッジ
- モンスター・ガード2の声（5）[53] - エイドリアン・スミス
- モンスター軍団の声（5）[54] - ティム・ハミルトン
- ヘキル / ダイノチャージ・ダークレンジャー[47][2]（6・7） - ライアン・カーター
- オムワイゾの声[2] （6・7）- ジョセフ・ウィトコウスキー
- リリィ[55]（7） - サラ・ダルトン
- グリーン・モーフィンマスターの声（10）[56] - ベス・アレン
- ブルー・モーフィンマスターの声（10）[57] - ケビン・キーズ
- ニビロの守護者の声[58]（10） - マイケル・ハースト
- リタ・レパルサの声[2]（10） - スーザン・ブラディ

### スーツアクター・スタント
- ダイノフューリー・ゼニスレンジャー、コズミックフューリー・ゼニスレンジャー[59][60] 、ニンジャスティール・レッドレンジャー[61]、ハビーのスタント[62][63]- 新田匡章
- ダイノフューリー・ブルーレンジャー[64]、イビル・ダイノフューリー・ブルーレンジャー[65]、コズミックフューリー・ブルーレンジャー[59] -松岡航平[66]
- ダイノフューリー・ピンクレンジャー、コズミックフューリー・レッドレンジャー[59][67] [68]- 高嵜百花[66]
- ダイノフューリー・グリーンレンジャー、コズミックフューリー・グリーンレンジャー[59][69][70][68]-本多 翼[71]
- ダイノフューリー・ブラックレンジャー、コズミックフューリー・ブラックレンジャー[59][69][70]-清水林太郎[71]
- ダイノフューリー・ゴールドレンジャー、コズミックフューリー・ゴールドレンジャー[59][68]-大隈厚志[66]
- ダイノフューリー・ゴールドレンジャー[72]、ゼンティネル[71]-高橋 翔太
- コズミックフューリー・オレンジレンジャー[59][68]、モンスター[65]、ゼンティネル[73]-古屋貴士
- ロード・ゼッド[74]-坂井良平[66]
- イジ―のスタント[46]-シェーン・グリーサム
- ソロン[75]  - ダーン・グラハム
- モンスター軍団、ゼンティネル-キアラ・パスカル[76]、マッケイ・クラウリー[65][76][71]、アレックス・マクコール[77][71]
- ゼンティネル-トビー・ラングダン[60][78]、マット・ボーダン[78]、トリ・マーシュ[78]、アイザック、マクファーレン[78]、ジャスティン・ハイウ[71][76]、バイロン・ヘンリー[60][71]
- その他-岩上弘数[66]、三村幸司[71]、こしげなみへい[71]、中山甲斐[66]、佐伯啓[66]、ピーター・ティミンズ

## 各話リスト
| 話数 | サブタイトル        | 登場モンスター                                   | 監督                 | 原案                                                                 | 脚本                                                             |
| ---- | ------------------- | ------------------------------------------------ | -------------------- | -------------------------------------------------------------------- | ---------------------------------------------------------------- |
| 1    | Lightning Strikes   | ドゥードリップ モンスター軍団                    | マイケル・ハースト   | アルウィン・デール ベッカ・バーンズ                                  | アルウィン・デール ベッカ・バーンズ キャメロン・ディクソン       |
| 2    | Beyond Repair       | ドゥードリップ                                   | マイケル・ハースト   | アルウィン・デール ベッカ・バーンズ マイヤ・T キャメロン・ディクソン | アルウィン・デール ベッカ・バーンズ マイヤ・T                    |
| 3    | Off Grid            | クワッド ジャダナ クリムゾ スナウティア          | マイケル・ハースト   | アルウィン・デール ベッカ・バーンズ                                  | アルウィン・デール スティーブ・マクラリー                        |
| 4    | Team Work           | クワッド ジャダナ クリムゾ スナウティア          | チャーリー・ハスケル | アルウィン・デール ベッカ・バーンズ マイヤ・T キャメロン・ディクソン | ベッカ・バーンズ マイヤ・T キャメロン・ディクソン                |
| 5    | Rock Out            | ジョゾティック モンスター・ガード モンスター軍団 | チャーリー・ハスケル | アルウィン・デール ベッカ・バーンズ マイヤ・T キャメロン・ディクソン | アルウィン・デール ベッカ・バーンズ マイヤ・T                    |
| 6    | Take Off            | ジョゾティック オムワイゾ                        | チャーリー・ハスケル | アルウィン・デール ベッカ・バーンズ マイヤ・T キャメロン・ディクソン | マイヤ・T アルウィン・デール                                     |
| 7    | Operation Seasoning | オムワイゾ                                       | チャーリー・ハスケル | アルウィン・デール ベッカ・バーンズ マイヤ・T キャメロン・ディクソン | アルウィン・デール キャメロン・ディクソン スティーブ・マクラリー |
| 8    | Switching Sides     | -                                                | マイケル・ハースト   | アルウィン・デール ベッカ・バーンズ マイヤ・T キャメロン・ディクソン | ベッカ・バーンズ キャメロン・ディクソン                          |
| 9    | Master Plan         | -                                                | マイケル・ハースト   | アルウィン・デール ベッカ・バーンズ                                  | アルウィン・デール ベッカ・バーンズ ガイ・ラングフォード         |
| 10   | The End             | -                                                | マイケル・ハースト   | -                                                                    | アルウィン・デール ベッカ・バーンズ                              |

## スタッフ
- 製作総指揮 - サイモン・ベネット[87][12][88]、オリバー・デュモント[89]、カリ・ローゼンバーグ[89]、ランディ・ヤッファ[89]、ハイム・サバン[89]
- 共同プロデューサー/ヘッドライター - アルウィン・デール[12]、ベッカ・バーンズ[12]
- プロダクション・デザイナー - トレーシー・コリンズ[88]
- 撮影監督 - オリー・ジョーンズ[90]
- 編集 - アラナ・バザード[91]、ブラッド・デイヴィソン[92]
- セカンドユニット監督  - 野口彰宏、 渡辺淳 （第4 - 7話）[93]
- セカンドユニット撮影監督 - ドリュー・スターン[94]
- 創造者 - ハイム・サバン[89]、東映[89][92]
- 制作 - パワーレンジャー・プロダクション[88]
- 製作 - エンターテインメント・ワン[12]、ハズブロ[12]